# Revestiment (espeleotema)

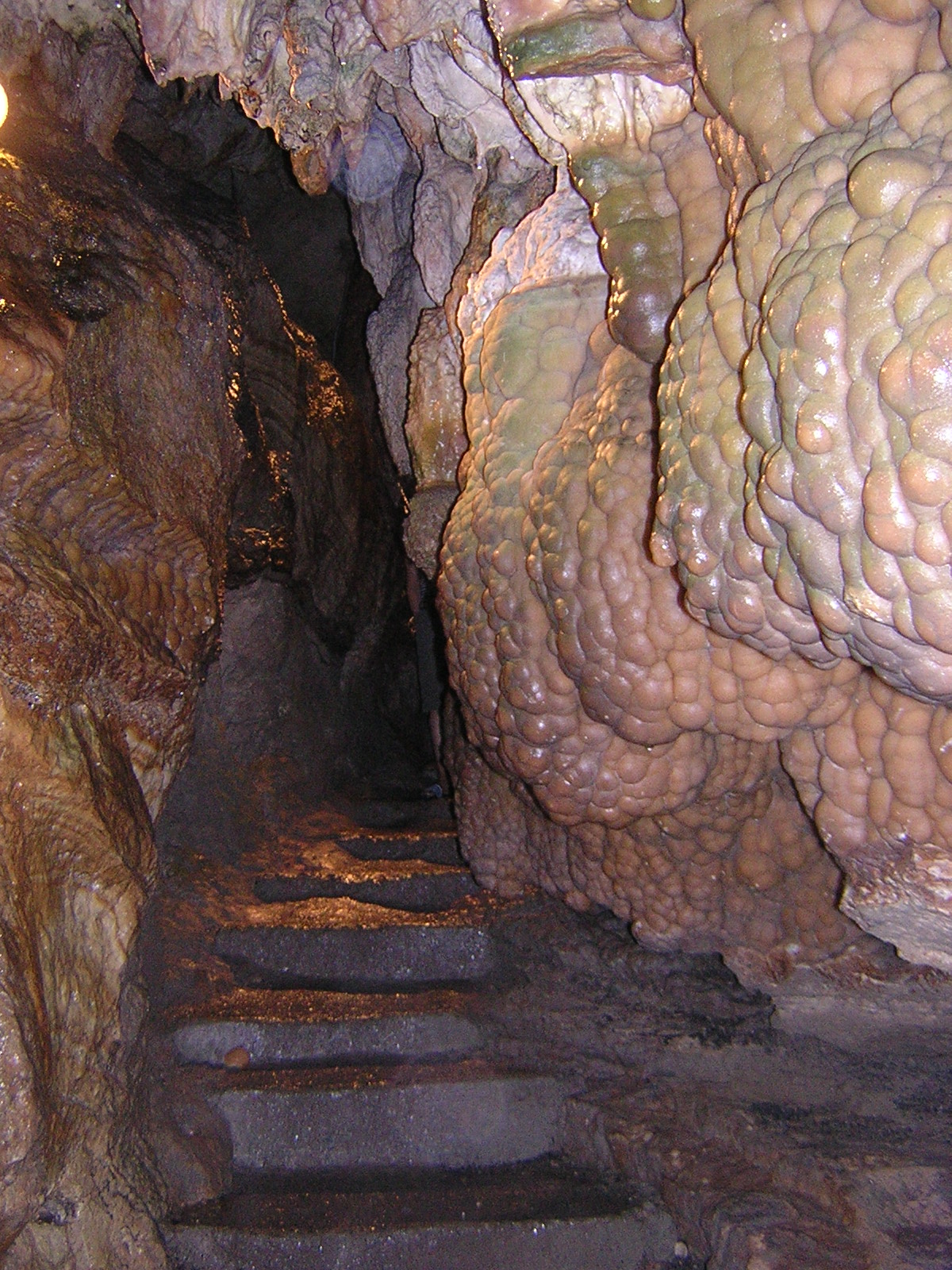
Revestiment, subtipus nigul de cova

Un revestiment és un tipus d'espeleotema consistent en recobriments cristal·lins que, creixent perpendicularment al substrat, entapissen les parets, sòtils i trespols de les coves, formant així mateix sobrecreixements d'aspecte rodonenc i bulbós al voltant de qualsevol suport disponible (blocs o prominències rocoses, altres espeleotemes, etc.).
La gènesi d'aquest espeleotema té lloc sota la superfície de l'aigua embassada dins les coves a causa de gours o al nivell freàtic. La disposició d'aquests revestiments pot ocórrer de forma extensiva en tota la superfície que ocupen les aigües en una cova, però és especialment important prop de la superfície, ja que en aquesta zona la concentració de diòxid de carboni, CO₂, és menor, pel seu pas a l'atmosfera de la cova, per la qual cosa l'aigua se sobresatura de carbonat de calci, CaCO₃, i es diposita.